# You'll Never Get Rich
You'll Never Get Rich (bra: Ao Compasso do Amor; prt: Nunca Serás Rico) é um filme estadunidense de 1941, do gênero comédia romântico-musical, dirigido por Sidney Lanfield, com roteiro de Michael Fessier e Ernest Pagano e estrelado por Fred Astaire e Rita Hayworth.

## Sinopse
A convocação para servir o exército na Segunda Guerra Mundial atrapalha o romance entre uma bailarina e um coreógrafo às vésperas de estrear seu espetáculo em Nova York.

## Prêmios e indicações
| Prêmio     | Categoria              | Recipiente                                     | Resultado |
| ---------- | ---------------------- | ---------------------------------------------- | --------- |
| Oscar 1942 | Melhor trilha sonora   | Morris Stoloff                                 | Indicado  |
| Oscar 1942 | Melhor canção original | Cole Porter ("Since I Kissed My Baby Goodbye") | Indicado  |

## Elenco
- Fred Astaire .... Robert Curtis
- Rita Hayworth .... Sheila Winthrop
- Robert Benchley .... Martin Cortland
- Frieda Inescort .... Julia Cortland
- John Hubbard .... capitão Tom Barton
- Osa Massen .... Sonya